# Plumstead (Norfolk)
Plumstead is een civil parish in het bestuurlijke gebied North Norfolk, in het Engelse graafschap Norfolk met 128 inwoners.